# Briauna Jones
Briauna Jones (Charlotte, 1º luglio 1992) è una bobbista statunitense.

## Biografia
Durante il college, da studentessa presso la University of North Carolina a Charlotte, la Jones si dedicò all'atletica leggera specializzandosi nel salto in lungo e nel salto triplo. 
Compete nel bob dal 2016 come frenatrice per la squadra nazionale statunitense. Esordì in Coppa Nordamericana nel novembre del 2016 in coppia con Brittany Reinbolt e in Coppa del Mondo all'avvio della stagione 2016/17, il 3 dicembre 2016 a Whistler, dove si piazzò settima con la Reinbolt. Conquistò il suo primo podio nonché la sua prima vittoria il 21 gennaio 2017 a Sankt Moritz stavolta in coppia con Elana Meyers-Taylor.

## Palmarès

### Coppa del Mondo
- 1 podio (nel bob a due):
  - 1 vittoria.

#### Coppa del Mondo - vittorie
| Data            | Luogo        | Paese    | Disciplina                             |
| --------------- | ------------ | -------- | -------------------------------------- |
| 21 gennaio 2017 | Sankt Moritz | Svizzera | a due con Elana Meyers-Taylor (pilota) |

### Circuiti minori

#### Coppa Nordamericana
- 1 podio (nel bob a due):
  - 1 terzo posto.